# Xã Thorncreek, Quận Whitley, Indiana
Xã Thorncreek (tiếng Anh: Thorncreek Township) là một xã thuộc quận Whitley, tiểu bang Indiana, Hoa Kỳ. Năm 2010, dân số của xã này là 4.166 người.